# دويتشز يونغفولك
Deutsches Jungvolk دويتشز يونغفولك، بالألمانية «الشباب الألمان لشباب هتلر») هو القسم المنفصل للأولاد الذين تتراوح أعمارهم بين 10 و 14 عامًا في منظمة شباب هتلر في ألمانيا النازية. تهدف إلى تلقين أعضائها الشباب مبادئ الإيديولوجية النازية. أصبحت العضوية إلزامية بالكامل للفتيان المؤهلين في عام 1939. بحلول نهاية الحرب العالمية الثانية، أصبح البعض جنودًا أطفالًا. بعد انتهاء الحرب في عام 1945، لم تبقى كل من Deutsches Jungvolk والمنظمة الأم لها، شباب هتلر، موجودين.

## تطوير

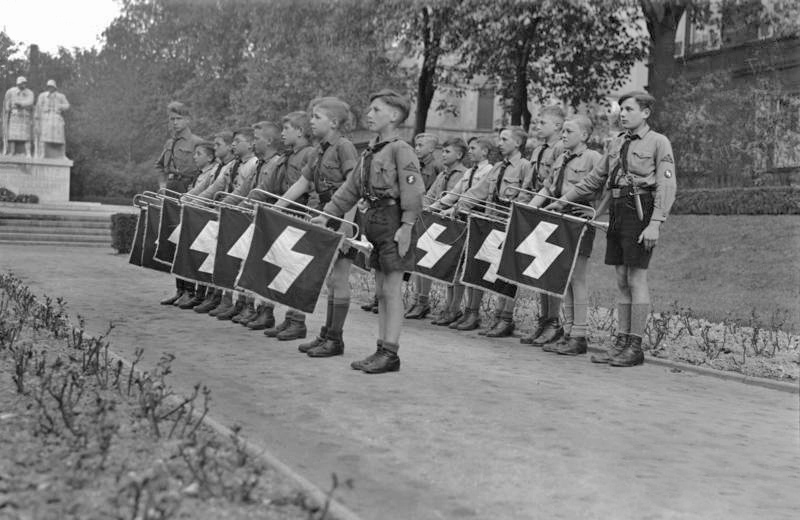
دويتشرز يونغفولك يصيحون بصخب في رالي النازية في بلدة فورمز في عام 1933. لافتاتها توضح شارة دويتشه يونغفولك.

## زمن الحرب

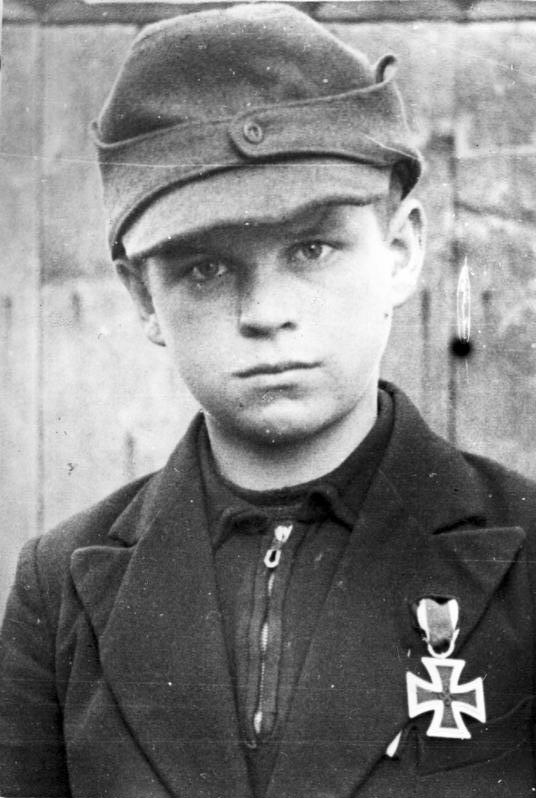
حصل الفريد زيتش، قائد فصيلة يونغفولك البالغ من العمر 12 عامًا (غوليناو في سيليزيا العليا) على الصليب الحديدي من الدرجة الثانية في عام 1945 لإنقاذ الجنود الجرحى أثناء تعرضهم لنيران العدو.

بالإضافة إلى تدريبهم قبل الحرب، ساهموا في المجهود الحربي الألماني من خلال جمع المواد القابلة لإعادة التدوير مثل الورق والخردة المعدنية، ومن خلال العمل كرسل لمنظمات الدفاع المدني . بحلول عام 1944، شكل شباب هتلر جزءًا من فولكسشتورم، وهي ميليشيا غير مدفوعة الأجر وبدوام جزئي، وغالبًا ما شكلت شركات HJ خاصة داخل كتائب فولكسشتورم. من الناحية النظرية، اقتصرت الخدمة في فولكسشتورم على الأولاد الذين تزيد أعمارهم عن 16 عامًا، ومع ذلك كان الأولاد الأصغر سناً، بمن فيهم أعضاء Jungvolk، غالباً ما يتطوعون أو يُكرهون على الخدمة في هذه الوحدات؛ حتى الانضمام إلى «فرق الدبابات» التي كان من المتوقع أن تهاجم دبابات العدو بأسلحة المحمولة باليد.  سجلت تقارير شهود عيان عن معركة برلين في أبريل 1945 حالات لأطفال صغار يقاتلون في دويتشز يونغفولك الخاص بهم بسراويل قصيرة.  كان آخر ظهور علني لأدولف هتلر في 20 أبريل 1945، عندما قدم الصليب الحديدي إلى المدافعين عن برلين، بما في ذلك العديد من الصبية، بعضهم في الثانية عشرة من العمر.